# Wright Field
Wright Field è stato un aeroporto dell'United States Army Air Corps, dell'United States Army Air Forces e dell'United States Air Force (l'aeronautica militare statunitense) sito nelle vicinanze di Riverside, Ohio. Dal 1927 al 1947 è stato un centro di ricerche e sviluppo all'avanguardia, mentre durante la seconda guerra mondiale vi vennero eseguiti anche voli sperimentali. Fu inoltre sede del Materiel Command (il comando logistico delle Army Air Forces) e dell'Air Corps School of Engineering.
Dopo la sua fusione con il Patterson Field avvenuta nel 1948 che ha dato vita alla Wright-Patterson Air Force Base, il vecchio Wright Field è stato rinominato "Area B" e vi è stato collocato il National Museum of the United States Air Force.

## Storia
Nel 1917 nell'attuale Fairborn (Ohio) venne costruito il Wilbur Wright Field per addestrare i piloti in procinto di partire per la prima guerra mondiale, seguito poco dopo dal Fairfield Air Depot (deposito aereo Fairfield) innalzato nelle immediate vicinanze. Il campo di volo si estendeva per oltre 3 km verso ovest e racchiudeva le praterie ed i campi alluvionali adiacenti sorti dietro la diga di Huffman. Nella vicina Dayton venne invece costruito il McCook Field, un piccolo campo d'aviazione per scopi d'ingegneria aeronautica con una pista lunga meno di 610 m e con baracche di legno.
Nel 1924 la comunità di Dayton acquistò 1.821 ettari di terreno che comprendeva il vecchio Wilbur Wright Field e 300 ettari della contea di Montgomery, in quella che oggi è la città di Riverside. Tutta la zona venne adattata per impiantarvi un nuovo aeroporto, rinominato "Wright Field" in onore dei due fratelli pionieri del volo, a sostituire anche il McCook Field. Dopo il trasferimento di circa 4.500 t di materiali dal McCook Field al Wright Field iniziato il 25 marzo 1927, il nuovo aeroporto venne inaugurato il 12 ottobre 1927 nel corso di una cerimonia a cui presenziarono Orville Wright, il segretario alla guerra Dwight F. Davis e il suo assistente F. Trubee Davison, il comandante dell'United States Army Air Corps maggior generale Mason M. Patrick e l'industriale di Dayton colonnello Edward Andrew Deeds. Il Wright Field fu il primo caso di un'installazione dell'esercito intitolata a dei civili e ad una persona vivente (Orville Wright, per l'appunto, che ebbe anche l'onore di issare per primo la bandiera statunitense sull'aeroporto). Per la cittadinanza furono anche allestite mostre sui vari mezzi e apparecchiature aeronautiche. Sebbene la pioggia costrinse i vari speaker a parlare al chiuso, questa non impedì ai piloti del 1st Pursuit Group di esibirsi in formazione e ad altri uomini di effettuare dei lanci col paracadute o di mettersi in mostra con delle acrobazie aeree. Altri show inclusero il decollo di una mongolfiera e il passaggio di un dirigibile.
Il 6 luglio 1931 la porzione del Wright Field ad est della diga di Huffman venne designata per la costruzione di un nuovo campo d'aviazione, il Patterson Field, così chiamato in onore del tenente Frank Stuart Patterson che morì il 19 giugno 1918 nello schianto del suo Airco DH.4M mentre sperimentava un nuovo sistema di sincronizzazione della mitragliatrice con l'elica. Patterson Field divenne la sede della Materiel Division dell'Army Air Corps (antesignana del Materiel Command, il comando logistico dell'United States Air Force). Wright Field, ora ridimensionato, continuò invece a condurre ricerche in campo aeronautico fino a tutta la seconda guerra mondiale. Nel giugno 1941 infatti, in previsione dei test da condurre con il bombardiere Douglas XB-19 Hemisphere, iniziarono i lavori di costruzione di due nuove piste di volo in calcestruzzo (direzione nord-ovest-sud-est ed est-ovest) che terminarono nel febbraio 1942. Nel 1944 le due piste vennero collegate tra loro con una nuova pista direzione sud-ovest-nord-est.
Il 15 dicembre 1945 l'amministrazione del Wright Field venne fusa con quella del Dayton Army Air Field (Vandalia, Ohio) e del Clinton County Army Air Field (vicino Wilmington, Ohio), a formare quella che venne collettivamente chiamata "Army Air Forces Technical Base". I campi di Dayton e di Clinton County vennero dismessi nel 1946 e l'Army Air Forces Technical Base divenne, nel dicembre 1947, l'Air Force Technical Base in seguito al cambio di nome delle United States Army Air Forces in United States Air Force, ora forza armata indipendente. Un ultimo cambiamento seguì il 13 gennaio 1948, quando gli aeroporti di Wright Field e Patterson Field vennero uniti a formare la Wright-Patterson Air Force Base: l'ex Wright Field divenne l'Area B, l'area meridionale l'Area A e la parte settentrionale l'Area C.
Nel 1951 la base era talmente congestionata che i voli dovettero essere limitati all'Area B (ex Wright Field), che nel febbraio 1958 venne chiusa a tutti gli aerei a reazione, mantenendo comunque un elevato livello (decine di migliaia) di decolli e atterraggi. I rumori prodotti dagli aerei e l'intenso traffico da questi generato portò comunque alla chiusura definitiva dei voli militari dall'Area B nel 1963, mentre i voli civili (genericamente aerei monomotore) continuarono fino al 1970. La pista d'atterraggio venne riaperta brevemente ed eccezionalmente per ospitare l'arrivo degli aerei destinati ad essere messi in mostra nel National Museum of the United States Air Force, aperto nel 1971 nel triangolo formato dalle tre vecchie piste del Wright Field.